# Richard Egington
Richard Egington, född den 26 februari 1979 i Warrington i Storbritannien, är en brittisk roddare.
Han tog OS-brons i åtta med styrman i samband med de olympiska roddtävlingarna 2012 i London.